# Blanchard (Mondkrater)
Blanchard ist ein Einschlagkrater auf der erdabgewandten Seite des Mondes, knapp hinter dem südwestlichen Rand. Er liegt zwischen dem Krater Pilâtre im Südosten und Arrhenius in nordnordwestlicher Richtung. Weiter nach Süden erstreckt sich das zerklüftete Gelände nördlich der Ringebene Hausen.
Der Kraterrand von Blanchard ist abgerundet und erodiert und weist in nordöstlicher Richtung eine leichte Verlängerung auf. In der nordwestlichen Kraterwand findet sich eine Bresche, die durch den Satellitenkrater Blanchard P verursacht wurde. Der restliche Bereich des Kraterrandes weist, hauptsächlich im südöstlichen Bereich, mehrere durch Einschläge verursachte Lücken auf. Die beiden Krater sind nahezu miteinander verschmolzen und teilen sich einen gemeinsamen Kraterboden. Dieser Kraterboden ist etwas uneben, besitzt aber weder einen Zentralberg noch sonstige auffällige Merkmale.